# Gustavo Verde
Gustavo Verde (Roma, 1948) è uno scrittore e umorista italiano.

## Biografia
Figlio di Dino Verde, famoso autore radiofonico e televisivo (fedelissimo autore di Alighiero Noschese), Gustavo Verde ha iniziato l'attività di autore in radio nel 1971, collaborando con Garinei e Giovannini. Nel 1978 collabora con il padre alla stesura dei testi della terz'ultima edizione - la 40°, condotta da Domenico Modugno - della trasmissione Gran varietà.
Ha all'attivo venti spettacoli teatrali e decine di programmi radiofonici (Via Asiago Tenda, Che domenica ragazzi, Oggi è domenica) e televisivi (tra cui Il barattolo, alcune edizioni del G. B. Show con Gino Bramieri, Stasera Lino con Lino Banfi, coautore con Stefano Jurgens, poi Crazy Boat, Gelato al limone, La prova del cuoco e Affari di cuore).
In teatro ha stretto una lunga e proficua collaborazione con l'attore napoletano Gino Rivieccio, sin da quando, nel 1993, insieme al padre Dino riscrive una nuova edizione dello storico spettacolo Scanzonatissimo.
Nel 2012 ha scritto Rosso e Blu, pièce teatrale edita da Graphofeel.